# Finale KNVB Beker 2016/17 (mannen)
De finale van de KNVB Beker 2016/17 tussen AZ en Vitesse werd gespeeld op 30 april 2017.

## Wedstrijdgegevens
| Datum                | 30 april 2017               | 30 april 2017               |
| Stadion              | De Kuip, Rotterdam          | De Kuip, Rotterdam          |
| Toeschouwers         | 46.105                      | 46.105                      |
| Scheidsrechter       | Danny Makkelie              | Danny Makkelie              |
| Assistenten          | Mario Diks Hessel Steegstra | Mario Diks Hessel Steegstra |
| Vierde official      | Jochem Kamphuis             | Jochem Kamphuis             |
| Video-assistent      | Pol van Boekel *            | Pol van Boekel *            |
| Man van de wedstrijd |                             |                             |
|                      | AZ                          | Vitesse                     |
| Doelpunten           | 0                           | 2                           |
| Gele kaarten         | 1                           | 1                           |
| Rode kaarten         | 0                           | 0                           |
| Wissels              | 3                           | 3                           |
| Schoten op doel      | 2                           | 3                           |
| Schoten naast doel   | 7                           | 3                           |
| Overtredingen        | 8                           | 14                          |
| Hoekschoppen         | 7                           | 1                           |
| Buitenspel           | 0                           | 1                           |
| Vrije trappen        | 15                          | 8                           |
| Geslaagde passes     | 191                         | 348                         |
| Balbezit (%)         | 42 %                        | 57 %                        |

| AZ | 0 – 2 (0 – 0) *        | Vitesse |
| | goals (assists)        | 81', 89' Ricky van Wolfswinkel ( Milot Rashica; Kevin Diks) |
| John van den Brom | coach                  | Henk Fraser |
| Tim Krul Jonas Svensson Rens van Eijden 83' (Fred Friday 83') Ron Vlaar Ridgeciano Haps Derrick Luckassen Joris van Overeem 67' (Mats Seuntjens 67') Stijn Wuytens Alireza Jahanbakhsh Wout Weghorst Dabney dos Santos 79' (Iliass Bel Hassani 79') | opstellingen (wissels) | Eloy Room Kelvin Leerdam 85' (Kevin Diks 85') Goeram Kasjia Matt Miazga Arnold Kruiswijk Marvelous Nakamba Navarone Foor 90+1' (Maikel van der Werff 90+1') Lewis Baker Milot Rashica Ricky van Wolfswinkel Nathan Allan de Souza 73' (Adnane Tighadouini 73') |
| Sergio Rochet Mattias Johansson Ben Rienstra Muamer Tanković Pantelis Hatzidiakos Iliass Bel Hassani Mats Seuntjens Thomas Ouwejan Fred Friday Levi Garcia                                                                                          | wisselspelers          | Michael Tørnes Jeroen Houwen Maikel van der Werff Mukhtar Ali Zhang Yuning Adnane Tighadouini Mitchell van Bergen Kevin Diks Alexander Büttner Arsjak Korjan Lassana Faye                                                                                      |
| Derrick Luckassen 77' | gele kaarten           | 77' Ricky van Wolfswinkel |
| Bijz.: * In deze wedstrijd werd er gebruikgemaakt van doellijntechnologie en van de video-assistent. |                        | |

Seizoenen: 1898/99 · 1899/00 · 1900/01 · 1901/02 · 1902/03 · 1903/04 · 1904/05 · 1905/06 · 1906/07 · 1907/08 · 1908/09 · 1909/10 · 1910/11 · 1911/12 · 1912/13 · 1913/14 · 1914/15 · 1915/16 · 1916/17 · 1917/18 · 1918/19 · 1919/20 · 1920/21 · 1921/22 · 1922/23 · 1923/24 · 1925 · 1925/26 · 1926/27 · 1927/28 · 1928/29 · 1929/30 · 1930/31 · 1931/32 · 1932/33 · 1933/34 · 1934/35 · 1935/36 · 1936/37 · 1937/38 · 1938/39 · 1939/40 · 1940/41 · 1941/42 · 1942/43 · 1943/44 · 1944/45 · 1945/46 · 1946/47 · 1947/48 · 1948/49 · 1949/50 · 1950/51 · 1951/52 · 1952/53 · 1953/54 · 1954/55 · 1955/56 · 1956/57 · 1957/58 · 1958/59 · 1959/60 · 1960/61 · 1961/62 · 1962/63 · 1963/64 · 1964/65 · 1965/66 · 1966/67 · 1967/68 · 1968/69 · 1969/70 · 1970/71 · 1971/72 · 1972/73 · 1973/74 · 1974/75 · 1975/76 · 1976/77 · 1977/78 · 1978/79 · 1979/80 · 1980/81 · 1981/82 · 1982/83 · 1983/84 · 1984/85 · 1985/86 · 1986/87 · 1987/88 · 1988/89 · 1989/90 · 1990/91 · 1991/92 · 1992/93 · 1993/94 · 1994/95 · 1995/96 · 1996/97 · 1997/98 · 1998/99 · 1999/00 · 2000/01 · 2001/02 · 2002/03 · 2003/04 · 2004/05 · 2005/06 · 2006/07 · 2007/08 · 2008/09 · 2009/10 · 2010/11 · 2011/12 · 2012/13 · 2013/14 · 2014/15 · 2015/16 · 2016/17 · 2017/18 · 2018/19 · 2019/20 · 2020/21 · 2021/22 · 2022/23 · 2023/24 · 2024/25
Finales: 2013 · 2014 · 2015 · 2016 · 2017 · 2018 · 2019 · 2020 · 2021 · 2022 · 2023 · 2024
Nederland: Eredivisie · Eerste divisie · Tweede divisie · Derde divisie/Topklasse · KNVB Beker
Europa: Champions League · Europa Cup I · Europa Cup II · Europa League · UEFA Cup · Jaarbeursstedenbeker · Intertoto Cup